# La Morita, Michoacán de Ocampo
La Morita är en ort i Mexiko.   Den ligger i kommunen Morelia och delstaten Michoacán de Ocampo, i den södra delen av landet, 220 km väster om huvudstaden Mexico City. La Morita ligger 1 996 meter över havet och antalet invånare är 182.
Terrängen runt La Morita är huvudsakligen kuperad, men norrut är den platt. Runt La Morita är det tätbefolkat, med 493 invånare per kvadratkilometer. Närmaste större samhälle är Morelia, 5,9 km norr om La Morita. Runt La Morita är det i huvudsak tätbebyggt.